# 2025年のアメリカ合衆国
2025年のアメリカ合衆国（2025ねんのアメリカがっしゅうこく）では、2025年のアメリカ合衆国の状態や出来事について記述する。
2024年のアメリカ合衆国 - 2025年のアメリカ合衆国 - 2026年のアメリカ合衆国

## できごと
スポーツ関連のできごとは、この節ではなく、かなり下方に位置する「芸術、文化、スポーツ」の節に書き込んでください。

### 1月
- 1月20日 - 第47代大統領の就任式が、アメリカ東部時間20日正午（日本時間21日未明）に首都ワシントンの連邦議会議事堂で行われた。ドナルド・トランプは就任時に78歳で、ジョー・バイデンを抜いて史上最年長のアメリカ大統領就任となった。トランプは就任式の演説で、不法移民取り締まりなどを優先課題として挙げ、前大統領ジョー・バイデンの政策からの大きな転換を印象づけた[1]。就任式には多くのハイテク企業幹部が出席し、テスラ社・X社など経営者イーロン・マスクのほか、アマゾン・ドット・コム創業者のジェフ・ベゾスや、メタ・プラットフォームズのCEOのマーク・ザッカーバーグなどが、閣僚候補者やトランプの家族に近くの、壇上の目立つ席に着席した[1]。就任式終了後さっそく、不法移民対策令、環境規制の緩和、多様性関連規制の緩和（つまり多様性の規制強化）のための大統領令に署名した[1]。

### 6月
- 6月6日 - アメリカ合衆国連邦政府の移民税関捜査局（ICE）が、カリフォルニア州ロサンゼルスの複数の場所で不法移民の一斉摘発を行う[2]。摘発の現場や政府の施設の近くで抗議集会が行われるようになり、やがて暴動へと発展する[2]。

## 気象、地象、自然災害
アメリカ国内の、気象、地象、自然災害など
気候
en:2025 Atlantic hurricane season（2025年大西洋ハリケーン・シーズン、英語版）も参照
2025年のカリフォルニア山火事も参照

## 政治

### 要職者
2025年1月20日 -
- 大統領
  - 第47代: ドナルド・トランプ （共和党、 2025年1月20日 -）
- 副大統領
  - 第50代: J・D・ヴァンス （共和党、2025年1月20日 - ）
- 下院議長
  - 第65代: マイク・ジョンソン（共和党、2023年10月25日 - ）
- 上院多数党院内総務
  - 第23代: チャック・シューマー （民主党、2021年1月20日 - ）
- 最高裁判所長官
  - 第17代: ジョン・ロバーツ （2005年9月29日 - ）

### 選挙
en:2025 United States elections（2025年のアメリカ合衆国の選挙、英語版）も参照

## 対外政策、外交
第2次トランプ政権の関税（通称 : "トランプ関税" ） -ドナルド・トランプ大統領は4月2日、アメリカが輸入するすべての製品に対する新たな関税の計画を発表した。第二次世界大戦後に整備された国際貿易秩序をひっくり返すほどの大転換を行おうとしているとされる。トランプの計画では、すべての輸入品に少なくとも10％の基本関税をかける。トランプは、前回大統領だった期間にも関税を強化しようとしていたのだが、今回よりはるかに小規模で、まだ大統領として経験不足だったことも影響しあまりうまくうまく実行できずに終わり、あまり大きなニュースにならなかったが、前回の大統領選で落選した後に自身の関税強化の案を深化させて練り上げていたらしく、2024年の大統領選挙で公約のように提案するようになった。4月2日に発表された米政府の資料によると、基本関税は100カ国以上に適用し、うち約60カ国には税率を上乗せする。そしてトランプはこれを「"相互"関税」だとしている。中華人民共和国を特に敵対視して高い税率をかけようとしていることに関しては、前回の大統領就任期間にやろうとしたことと本質は変わらないが、今回は欧州連合（EU）の諸国、ドイツ、フランス、イギリスなど、ここ数十年のアメリカの政権では同盟国と位置づけている自由主義諸国の国々のことまで「最悪の違反者」だと糾弾して、高い税率を適用しようとしていることが今回のトランプ関税の特徴である。

## 科学、テクノロジー
- 全固体電池 - すでに広い分野で普及しているリチウムイオン電池に代わる次世代のバッテリーとして、全固体電池に焦点が当てられ研究が行われるようになっている[4]。
- AI（人工知能）は、前年に引き続き本年も特に注目されている分野であり、（2022年11月にchatGPTが公開されてから、2023年-2024年の2年間で大規模言語モデル（LLM）を用いたタイプのAIの爆発的な普及が進み）このタイプのAIが各産業界にすでに浸透してきている[4]。そしてAIの最適化は、前年までに行われたアルゴリズムに関する最適化の段階から、学習データの最適化の段階へとシフトしてきている[4]。

## 芸術、文化、スポーツ
ハイカルチャー、サブカルチャー、流行、スポーツなど幅広く

### 文学、出版
- 2025年全米図書賞　→en:2025 National Book Awards（2024年全米図書賞、英語版）を参照

### 舞台
- 2025年トニー賞 →en:78th Tony Awards（第77回トニー賞、英語版）を参照

### 映画
2025年のアメリカ合衆国の映画一覧

### テレビ放送
2025年のアメリカ合衆国のテレビ

### 音楽
2025年のアメリカ合衆国の音楽

### ゲーム

#### ボードゲーム
チェス
en:2025 in chessを参照
アメリカのチェスプレーヤーで、本年、世界ランキングで最上位グループにいるのは次の通り
- en:Fabiano Caruana
- ヒカル・ナカムラ（en:Hikaru Nakamura）

### スポーツ
アメリカンフットボール
- en:2025 in American football（2025年のアメリカンフットボール、英語版）

ベースボール
バスケットボール
- en:2024–25 NBA season
- en:2024–25 NBA G League season
- en:2025 NBA Summer League

## 死去

### 6月
- 6月9日 - スライ・ストーン、歌手[5]（1943年生）